# Будь чоловіком!
«Будь чоловіком!» (чеськ. Buď chlap!) — чеська пригодницька кінокомедія 2023 року режисера Міхала Саміра з Якубом Прахаром і Терезою Рамбою в головних ролях.

## Сюжет
Павлу вже майже сорок, але він так і не подорослішав. Він все ще живе з батьками і йому бракує сміливості рухатися далі по життю. Принаймні доти, доки він не зустрічає кохання свого дитинства Терезу і не проводить з нею повну пригод ніч. На жаль, Тереза не готова покинути своє теперішнє життя заради когось, хто не є справжнім чоловіком. Павло вирішує стати таким чоловіком і записується на тренувальний табір у Татрах під керівництвом Вайснера. Незабаром поїздка перетворюється на несподівану пригоду, коли Павла відокремлюють від решти групи, а Тереза дізнається про табір і разом із сім'єю Павла приїжджає туди, щоб знайти Павла.

## Акторський склад
- Якуб Прахар — Павел
- Тереза Рамба — Тереза
- Ондрей Сокол — Вейсснер
- Філіп Новак — Карол
- Сабіна Ремундова — Джітка
- Естер Ґейслерова — Мартіна
- Надя Конвалінкова — матір Павла
- Давид Прахар — батько Павла
- Ондрей Веселий — Роман
- Івана Хилькова — Яна
- Ігор Барес — Мирослав